# Franz Magnis-Suseno

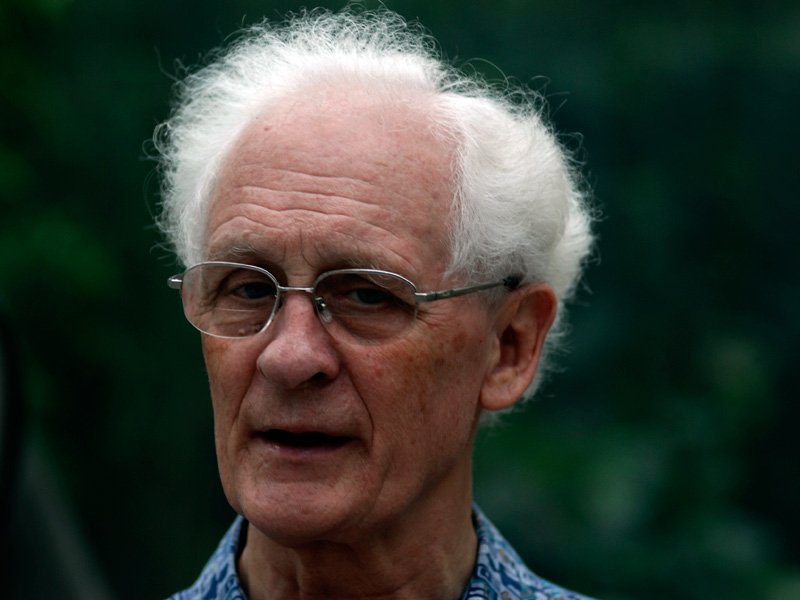
Franz Magnis-Suseno im Jahr 2007

Franz Magnis-Suseno, S.J. (* als Franz Graf von Magnis; 26. Mai 1936 in Eckersdorf; Landkreis Glatz; Provinz Niederschlesien) ist ein katholischer Theologe und Sozialphilosoph in Indonesien.

## Leben
Franz Magnis-Suseno entstammt der Adelsfamilie von Magnis. Seine Eltern waren Ferdinand von Magnis auf Eckersdorf und Straßnitz (1905–1996) und Maria Anna Prinzessin zu Löwenstein-Wertheim-Rosenberg (1914–2000). Sein Großvater war Anton Franz von Magnis. Nach der Vertreibung der Familie 1945 aus Schlesien legte Franz Magnis-Suseno 1955 das Abitur am Kolleg St. Blasien ab. Danach trat er in den Jesuitenorden ein. Anschließend studierte er Philosophie und ging mit Genehmigung der Ordensoberen auf eigenen Wunsch als Missionar nach Indonesien. 1973 promovierte er an der Universität München mit der Dissertation „Normative Voraussetzungen im Denken des jungen Karl Marx“. Da er sich weiterhin Indonesien verpflichtet fühlte, erlernte er die Landessprache und nahm 1977 die indonesische Staatsbürgerschaft sowie den Zunamen Suseno an. In Indonesien lehrte er als Dozent an der Philosophischen Hochschule Jakarta, deren Rektor er wurde, sowie an der Universität Indonesia.
Magnis-Suseno entwickelte eine ausgedehnte Vortragstätigkeit und ist inzwischen einer der katholischen Ansprechpartner für Muslime in Indonesien. Außerdem tritt er in Fernseh-talkshows und Radiosendungen auf. Hauptgesprächsthemen sind soziale Gerechtigkeit, religiöse Toleranz und die indonesische Staasphilolsophie Pancasila. Große Verdienste erwarb er sich um den Christlich-muslimischen Dialog.
Magnis-Suseno hat bisher über 700 Artikel, viele davon in indonesischen Tageszeitungen, und 44 Bücher geschrieben, größtenteils auf Indonesisch, vorwiegend aus den Bereichen Ethik, politische Philosophie, javanische Kultur und philosophische Gotteslehre.
2001 erhielt er das Große Verdienstkreuz des Verdienstordens der Bundesrepublik Deutschland. Die Theologische Fakultät der Universität Luzern verlieh ihm im Jahre 2002 die Ehrendoktorwürde. Die Verleihung des indonesischen Achmad-Bakrie-Preises 2007 für sein soziales Engagement lehnte Franz Magnis-Suseno ab. Die Ablehnung begründete er mit der mangelnden Hilfe der Bakrie-Gruppe für die Opfer eines Schlammvulkans, der wegen einer unterirdischen Bohrung der Firmengruppe zahlreiche Dörfer vernichtete, so dass die betroffenen Einwohner ihren gesamten Besitz verloren. 2015 erhielt er vom Präsidenten der Republik Indonesien Joko Widodo den Bintang Mahaputera-Utama Orden.  2016 erhielt er den Mattheo Ricci-Preis der Katholischen Universität Mailand.

## Schriften
- Normative Voraussetzungen im Denken des jungen Marx (1843–1848). Dissertation. Freiburg. München 1975.
- Javanische Weisheit und Ethik. München, Wien 1981.
- Neue Schwingen für Garuda. Indonesien zwischen Tradition und Moderne. München 1989, ISBN 3-925412-08-5.
- Garuda im Aufwind. Das neue Indonesien. Bonn 2015.
- Christlicher Glaube und Islam in Indonesien, hg. von Renate Hausner und Ulrich Winkler. Innsbruck 2017.